# Pagaran Lambung II
Pagaran Lambung II is een bestuurslaag in het regentschap Tapanuli Utara van de provincie Noord-Sumatra, Indonesië. Pagaran Lambung II telt 652 inwoners (volkstelling 2010).